# Pologue (Macedônia do Norte)

Pologue (em macedônio/macedónio: Полошки регион; romaniz.: Pološki region; em albanês: Rajoni Pollog) é uma região da Macedônia do Norte. Possui 2 416 quilômetros quadrados e segundo censo de 2019, havia 322 338 habitantes. Está dividida em nove municípios: Mavrovo e Rostusa, Gostivar, Vrapčište, Brvenica, Želino, Jegunovce, Tetovo, Bogovinje e Tearce.